# Arvert
Arvert is een gemeente in het Franse departement Charente-Maritime (regio Nouvelle-Aquitaine). De plaats maakt deel uit van het arrondissement Rochefort. Arvert telde op 1 januari 2022 3.875 inwoners.

## Geografie
De oppervlakte van Arvert bedroeg op 1 januari 2022 26,22 vierkante kilometer; de bevolkingsdichtheid was toen 147,8 inwoners per km².
De onderstaande kaart toont de ligging van Arvert met de belangrijkste infrastructuur en aangrenzende gemeenten.

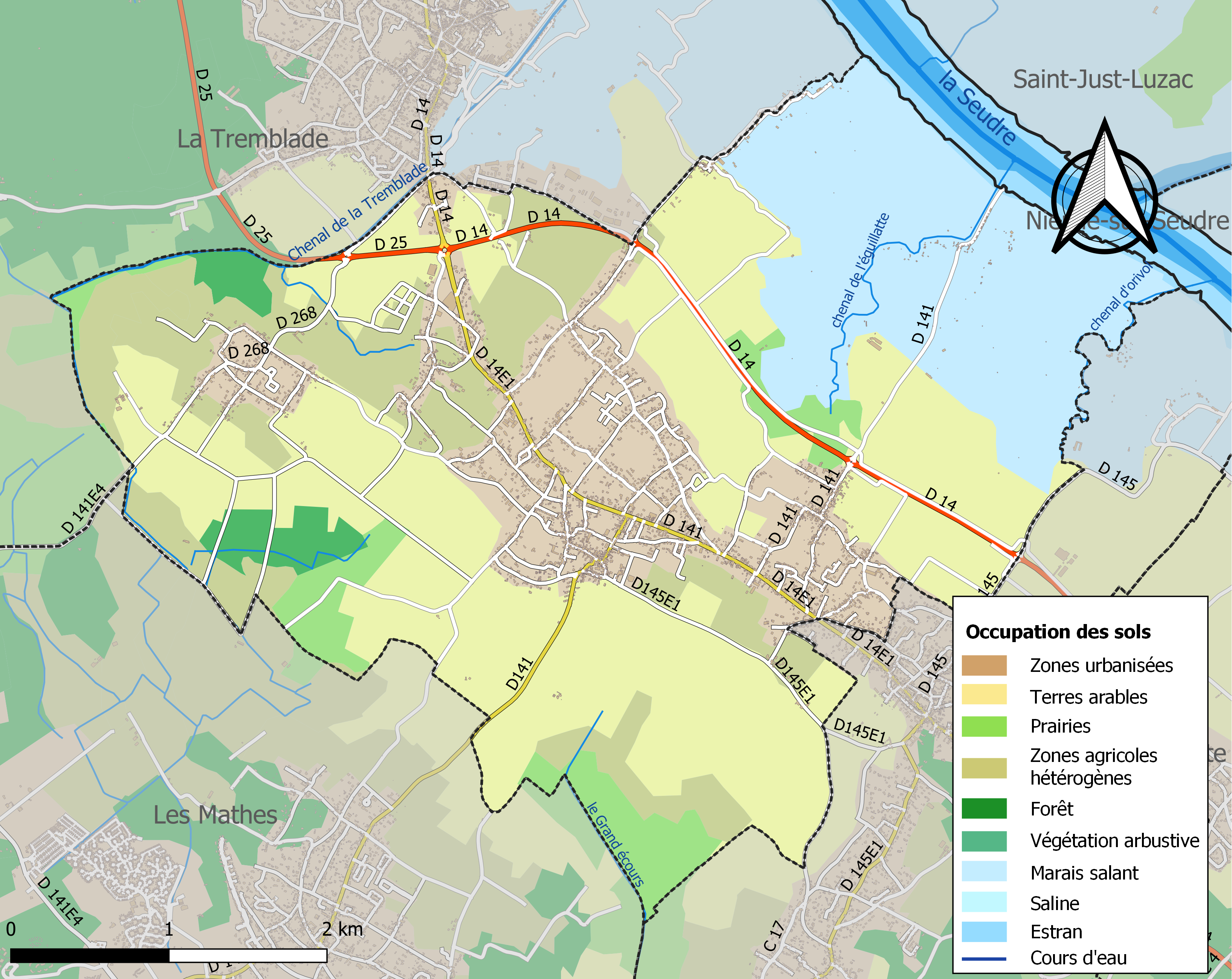

## Demografie
Onderstaande figuur toont het verloop van het inwonertal (bron: INSEE-tellingen).